# District historique de Cripple Creek
Le district historique de Cripple Creek, ou Cripple Creek Historic District en anglais, est un district historique de la ville américaine de Cripple Creek, dans le Colorado. Il est classé National Historic Landmark depuis le 4 juillet 1961 et est inscrit au Registre national des lieux historiques depuis le 15 octobre 1966.